# Fontenay-sur-Vègre
Fontenay-sur-Vègre è un comune francese di 336 abitanti situato nel dipartimento della Sarthe nella regione dei Paesi della Loira.
Come si evince dal nome del comuna, il territorio comunale è bagnato dalle acque del fiume Vègre.

## Società

### Evoluzione demografica
Abitanti censiti